# Мадонна и младенец с ангелом
«Мадонна и младенец с ангелом» — картины, выполненные Сандро Боттичелли в 1465—1467 годах. Одна из них находится в собрании галереи Уффици, вторая — в музее Фесч в Аяччо.
Картина, хранящаяся в Аяччо, написана в 1465—1467 годах. Выполнена в манере учителя художника Филиппе Липпи. Картина из Уффици написана в 1465—1467 годах.